# 蔣萬寧
蔣萬寧（1757年—1809年），文獻為避道光帝諱書作萬甯，改名萬凝，字際虞，號藝萱，江蘇蘇州府吳縣人，清朝政治人物。

## 生平
來自蘇州婁關蔣氏家族，為明末山東布政使司參議、兵備天津蔣燦裔孫。曾祖蔣文瀾，祖父蔣曰樑，父蔣耀宗。母為宋壽圖次女。從兄蔣國華、蔣基、從弟蔣泰堦、蔣慶均等皆為進士。
蔣萬寧為蔣耀宗第五子，吳縣監生，寄籍大興縣，乾隆四十五年（1780年）庚子科順天鄉試舉人，嘉慶四年（1799年）任奉賢縣儒學訓導，六年（1801年）辛酉恩科進士。授河南封邱縣知縣，調孟縣知縣，署懷慶府同知，嘉慶十二年（1807年）充河南鄉試同考官，封文林郎，嘉慶十四年（1809年）卒。治理封邱時政績顯著，《封邱縣續志》有記錄其斷案清明，設立義學及修護城堤壕等事跡。
錢泳著《履園叢話》卷十一記錄蔣萬寧酷愛學習蘇軾書法之軼聞。

## 家庭
夫人為江都唐氏，四川華陽縣知縣唐仕謹女；繼妻為安徽婺源縣知縣、績溪縣知縣顧學治女。有二子：長子蔣兆鼎；次子蔣兆夔出嗣六弟蔣厚德。蔣萬寧四兄蔣元復有孫蔣彬蔚。